# Baron Grantchester
Baron Grantchester, of Knightsbridge in the City of Westminster, ist ein erblicher britischer Adelstitel in der Peerage of the United Kingdom.

## Verleihung
Der Titel wurde am 30. Juni 1953 für den Banker und liberalen Politiker Sir Alfred Suenson-Taylor geschaffen.
Heute hat sein Enkel Christopher Suenson-Taylor als 3. Baron den Titel inne.

## Liste der Barone Grantchester (1953)
- Alfred Suenson-Taylor, 1. Baron Grantchester (1893–1976)
- Kenneth Suenson-Taylor, 2. Baron Grantchester (1921–1995)
- Christopher Suenson-Taylor, 3. Baron Grantchester (* 1951)

Voraussichtlicher Titelerbe (Heir apparent) ist der Sohn des aktuellen Titelinhabers, Jesse Suenson-Taylor (* 1977).